# Arisaema grapsospadix
Arisaema grapsospadix är en kallaväxtart som beskrevs av Bunzo Hayata. Arisaema grapsospadix ingår i släktet Arisaema och familjen kallaväxter. Inga underarter finns listade.